# Priestfield Beck
Der Priestfield Beck ist ein Wasserlauf in Cumbria, England. Er entsteht nördlich des Lily Mere und fließt in südlicher Richtung, bis er sich beim Erreichen der A 684 road nach Osten wendet, um in den Capplethwaite Beck zu münden.